# Liberata (Brésilienne)
Liberata, née vers 1780, est une femme brésilienne esclavagisée connue pour le procès qu'elle a intenté à son maître José Vieira Rebello pour obtenir sa liberté. Une série télévisée romançant sa vie est sortie en 2018.

## Biographie
Vers 1790, José Vieira Rebello, résidant à Desterro dans la capitainerie de Santa Catarina, achète Liberata, alors âgée de 10 ans.
Vieira promet à Liberata de l'affranchir en échange de relations sexuelles. Elle donne naissance à deux fils. Le premier, João, est baptisé et Vieira en reconnaît la paternité. Le second fils n'est pas enregistré.
Liberata rencontre José, un homme affranchi, qui souhaite l'épouser et payer pour sa manumission. Bien qu'ils obtiennent l'approbation d'un prêtre et que José offre de payer pour libérer Liberata, Vieira refuse. En 1813, Liberata assigne Vieira en justice, devant la juridiction du conseil municipal de Desterro, pour réclamer la réalisation de ses promesses d'affranchissement. Vieira se défend en argumentant qu'il aurait donné Liberata à son beau-fils Floriano José Marques, et que ses promesses sont donc nulles.
En 1814, Liberata abandonne le procès, qui était alors entre les mains de la Cour d'appel de Rio de Janeiro, en échange d'une liberté conditionnelle offerte par Marques.
Par la suite, Liberata se marie avec José et a deux autres enfants, José et Joaquina. N'ayant pas les moyens de les élever, elle les place auprès d'un major de la garde nationale (pt), Antonio Luis de Andrade.
Après le décès d'Andrade, sa veuve tente de vendre Liberata et ses enfants en tant qu'esclaves. Les deux enfants, José et Joaquina, assignent les héritiers d'Antonio Luis de Andrade en justice pour faire reconnaitre qu'ils sont nés d'une mère libre. Ils obtiennent gain de cause en 1835.

## Postérité
En 2018, une série de six épisodes intitulée Liberata est lancée sur NSC TV (en) à l'initiative d'une journaliste du Diário Catarinense, Ângela Bastos.